# S25-ös személyvonat
Az S25-ös személyvonat egy budapesti elővárosi vonat, ami 2014. december 14-e óta közlekedik ezen a néven előbb Kőbánya-Kispest vasútállomás, majd 2019 áprilisa óta a Keleti pályaudvar és Kunszentmiklós-Tass vasútállomás között. Vonatszámuk négyjegyű, 37-tel kezdődik.

## Története
A Budapest–Kunszentmiklós-Tass–Kelebia-vasútvonalon közlekedő személyvonatok budapesti végállomása sokáig a Józsefvárosi pályaudvar volt, egészen annak 2005-ös bezárásáig. Ezt követően Kőbánya-Kispest vasútállomás lett.
2013-ban elkezdték bevezetni a viszonylatjelzéseket a budapesti vasútvonalakon. Az augusztusi próbaüzemet követően 2013. december 15-től a Déli pályaudvarra érkező összes vonat S-, G- vagy Z- előtagot (Személy, Gyorsított, Zónázó) és kétjegyű számból álló utótagot kapott. A 2014 végén kibővített rendszerbe felvették az addig elnevezés nélküli, Kőbánya-Kispest és Kunszentmiklós-Tass között közlekedő személyvonatot is. A számozás a 150-es számú vasútvonalra utal, amin a vonat közlekedik. Ennek az „50-es” részét osztották kettővel, így lett S25-ös.
A 2018-ban indult Budapest–Hatvan-vasútvonal felújítása miatt a Keleti pályaudvaron keletkező átmeneti forgalomcsökkenést kihasználva, 2019. április 7-én ideiglenes jelleggel az S25-ös budapesti végállomása az addigi Kőbánya-Kispest vasútállomásról átkerült a Keleti pályaudvarra. Ez a korábban már sokszor felvetett, de először csak ekkor kipróbált változtatás olyan sikeresnek és népszerűnek bizonyult, hogy a munkálatok lezárulta után is megmaradt.
2020 júniusában megkezdődött a Budapest–Belgrád-vasútvonal felújítása, aminek magyarországi szakasza a 150-es számú, Budapest–Kunszentmiklós-Tass–Kelebia-vasútvonal teljes hosszában, illetve megindult az M5-ös metróvonal tervezése is. Míg előbbi várhatóan az S25-ös menetidejére lesz hatással, az utóbbi esetében a kormányhatározat szerint a kunszentmiklósi vonatokat az 5-ös metróval párhuzamosan a Kálvin térig kívánják közlekedtetni.
2022. február 1-jétől a Budapest–Kunszentmiklós-Tass–Kelebia-vasútvonalon elkezdődik a pályafelújítás. A vonatok Kunszentmiklós-Tass helyett csak Délegyházáig közlekednek. Délegyházától Kunszentmiklós-Tassig vonatpótló autóbusz közlekedik. 2022. május 1-jétől a teljes vasútvonalon szünetel a vasúti közlekedés. Vonatok helyet a teljes vonalat a Volánbusz pótolja.

## Járművek
A viszonylaton régebben Classic Bhv személykocsikból és V43 mozdonyból álló ingavonatok közlekedtek. 2015 őszén azonban az akkor beszerzett Stadler FLIRT motorvonatok elkezdték kiszorítani az ingavonatokat. Napjainkban a járatok többsége a 2015–2016 folyamán érkezett motorvonatokból áll, azonban néhány járat még mindig fecske Bhv-s ingavonat.

## Útvonala
A vonat ütemes menetrend szerint minden nap óránként egyszer indul Budapestről Kunszentmiklós-Tassra és vissza. Az egymással ellentétes irányba közlekedő járatok Taksony vasútállomáson találkoznak.
| 0                                                                        | Budapest-Keleti végállomás                                   | 98 | 2M, 24 73, 76, 78, 79M, 80 5, 7, 7E, 8E, 20E, 30, 30A, 108E, 110, 110E, 112, 133E, 230 G10 , S60 , G60 , Z60 , S80 , G80 , Z80 , IC, EC, EN, InterRégió, gyorsvonat, expresszvonat, |
| 9                                                                        | Ferencváros                                                  | 91 | 281 1, 51A G10 , S36 , G43 , InterRégió |
| 12                                                                       | Soroksári út                                                 | 87 | 23, 54, 55 |
| 16                                                                       | Pesterzsébet                                                 | 83 | 66, 66B, 119, 151, 166 630, 632, 635, 636, 655, 661 |
| 21                                                                       | Soroksár                                                     | 78 | 166 |
| 28                                                                       | Dunaharaszti                                                 | 70 | |
| 31                                                                       | Dunaharaszti alsó                                            | 67 | |
| 38                                                                       | Taksony                                                      | 63 | 655, 663 |
| 44                                                                       | Dunavarsány                                                  | 54 | 652, 655, 656, 664 |
| 47                                                                       | Délegyháza                                                   | 50 | 652, 655, 656, 664 |
| Délegyháza és Kunszentmiklós-Tass között vonatpótló autóbusz közlekedik. |                                                              |    | |
| 52                                                                       | Délegyháza, vasútállomás amh. pótlóbusz végállomása          | 45 | 652, 655, 656, 664 |
| 67                                                                       | Kiskunlacháza, vasútállomás elágazás amh.                    | 30 | 645, 647, 648, 653, 660, 661, 665, 668, 669, 670, 1110, 1113, 1115 |
| 71                                                                       | Kiskunlacháza, vasútállomás bejárati út amh.                 | 26 | 645, 647, 648, 653, 669, 670 |
| 81                                                                       | Apaj, Kunszentmiklósi útelágazás amh.                        | 16 | 645, 647, 648, 653, 660, 661, 665, 668, 669, 670, 1110, 1113, 1115 |
| 93                                                                       | Kunszentmiklós, Kálvin tér amh.                              | 4  | 646, 647, 653 1115 |
| 97                                                                       | Kunszentmiklós-Tass, vasútállomás amh. pótlóbusz végállomása | 0  | 646 |